# Agència Europea de la Pesca
L'Agència Europea de la Pesca (CFCA) és una agència de la Unió Europea (UE) que vetlla pel compliment de la política pesquera comuna i que controla l'estat dels caladors.

## Història
Fou creada pel Consell de la Unió Europea i el Parlament Europeu l'any 2005, i s'espera que entre plenament en funcionament a mitjans de 2008. La seva seu està ubicada a la ciutat gallega de Vigo, tenint actualment la seva seu de forma provisional a la ciutat belga de Brussel·les.
El seu director executiu és el neerlandès Harm Koster.

## Funcions
La seva missió és millorar el compliment de la política pesquera comuna seguint els criteris adoptats pels membres de la Unió l'any 2002. Així mateix vetlla per unificar els criteris de control i inspecció de les zones pesqueres. Com a agència de la Unió depèn de la Direcció General de Pesca i Assumptes Marítims, de la qual també depèn l'Agència Europea de Seguretat Marítima.
El Consell d'Administració està format per un representant de tots els Estats membres de la Unió i per sis membres de la Comissió Europea.